# DUAL (認知架構)
DUAL是一种通用的認知架構 ，該架構以分散式表徵和涌现计算為基礎，在微观层面上整合了联结主义和符号方法。其灵感来自马文·明斯基所提出「心灵社会」思想，然而在許多方面卻与最初的提案有所出入。DUAL中的微代理都是混合符号方法或联结主义的裝置，而DUAL所進行的運算則湧現自這些微代理之間的交互作用。此外，透過可被学习和修改的链接，代理可以進行交流並受到激發，它们還可以結成同盟，共同表徵概念、情节和事实。 
在DUAL的基礎上已經開發了一些模型。包括：AMBR （a model of analogy-making and memory，關聯記憶推理模型）、JUDGEMAP（判断模型）、PEAN（知覺模型）等。 
DUAL是由科基诺夫（Boicho Kokinov）领导的新保加利亚大学的团队所开发，第二版與Alexander Petrov合作，第三版則由Georgi Petkov和Ivan Vankov共同開發。 